# Leichtathletik-Europameisterschaften 1962/Teilnehmer (Portugal)
Portugal nahm bei den 7. Leichtathletik-Europameisterschaften in Belgrad zum fünften Mal an der Veranstaltung teil. Zu den Wettbewerben entsandte das Land drei Athleten.
| Wettbewerb       | Männer                                                |
| ---------------- | ----------------------------------------------------- |
| 1500 m           | Manuel Oliveira (ausgeschieden im Vorlauf)            |
| 5000 m           | Manuel Oliveira (ausgeschieden im Vorlauf)            |
| 3000 m Hindernis | Joaquim Ferreira (ausgeschieden im Vorlauf)           |
| Weitsprung       | Pedro de Almeida (ausgeschieden in der Qualifikation) |